# Hòa Thạc Ôn Khác Công chúa
Hòa Thạc Ôn Khác Công chúa (chữ Hán: 和硕温恪公主, 1687 - 1709), Công chúa nhà Thanh, là Hoàng nữ thứ 13 của Khang Hi Đế, xếp thứ tự là Bát Công chúa.

## Cuộc sống
Hòa Thạc Ôn Khác Công chúa sinh vào giờ Sửu ngày 27 tháng 11 (âm lịch) năm Khang Hi thứ 26 (1687), sinh mẫu là Thứ phi Chương Giai thị - tức Kính Mẫn Hoàng Quý phi. Công chúa là em gái của Di Hiền Thân vương Dận Tường và chị gái của Hòa Thạc Đôn Khác Công chúa.
Năm Khang Hi thứ 38 (1699), ngày 25 tháng 7, Kính Mẫn Hoàng Quý phi mất, Bát Công chúa do Dực Khôn cung Nghi phi Quách Lạc La thị dưỡng dục đến khi xuất giá. Bởi vì Cố Luân Khác Tĩnh Công chúa được Nghi phi nuôi dưỡng thay em gái đã xuất giá gả cho Đa La Quận vương Đôn Đa Bố Đa Nhĩ Tể vài năm trước.
Năm Khang Hi thứ 45 (1706), Bát Công chúa được phong Hòa Thạc Ôn Khác Công chúa, hạ giá lấy Mông Cổ Ông Ngưu Đặc bộ Đỗ Lăng Quận vương Thương Tân (仓津) thuộc Bát Nhĩ Tế Cát Đặc thị. Vì vậy mà Bát Công chúa cũng được xưng là Ông Ngưu Đặc Công chúa. Thương Tân sơ danh là Ban Đệ (班第), là cháu nội của Quận chúa Ái Tân Giác La thị, con gái thứ tư của Anh Thân vương A Tế Cách.
Tháng 7, Công chúa xuất giá, Khang Hi Đế đích thân tống thân. Ông Ngưu Đặc chư Thai Cát cùng dân chúng Mông Cổ xếp hàng quỳ xuống tấu: 
| “ | 臣等翁牛特地方向来谋生甚艰, 蒙皇上遣官训以谋生之道, 禁止盗贼加以养育, 又赐牛羊使孳生蕃息, 臣等俱已各得其所矣, 今公主下嫁多罗杜楞郡王仓津, 又蒙圣驾亲临光荣无比, 合词迎驾欢呼动地. . Thần đẳng Ông Ngưu Đặc địa phương hướng lai mưu sinh thậm gian, mông Hoàng Thượng khiển quan huấn dĩ mưu sinh chi đạo, cấm chỉ đạo tặc gia dĩ dưỡng dục, hựu tứ ngưu dương sử tư sinh phiền tức, thần đẳng câu dĩ các đắc kỳ sở hĩ, kim Công chủ hạ giá Đa la Đỗ Lăng Quận vương Thương Tân, hựu mông thánh giá thân lâm quang vinh vô bỉ, hợp từ nghênh giá hoan hô động địa. | ” |

Khang Hi Đế ngày đó quyết định trú lại dịch trạm cùng Ôn Khác Công chúa.

## Qua đời
Năm Khang Hi thứ 48 (1709), ngày 21 tháng 6, Công chúa đã hạ sinh một cặp sinh đôi con gái. Công chúa quá mức hư nhược, thậm chí đã bất tỉnh . Lúc đó, Thái y đã cho cho Công chúa phục dùng canh nhân sâm cùng đồng tiện, nhưng Công chúa không thể nuốt xuống. Công chúa mất lúc mới gần 23 tuổi. Hòa Thạc Ôn Khác Công chúa là trường hợp Công chúa mất vì khó sinh duy nhất được ghi chép lại của Thanh triều. 
| “                                 | 六月二十一日亥时, 大人霍桂芳, 戴君选请得八公主产下双胎, 六脉全无, 牙关紧急, 四肢逆冷. 随用人参汤及童便, 不能下咽, 即时暴脱. 谨此启闻. . Lục nguyệt nhị thập nhất nhật hợi thì, đại nhân Hoắc Quế Phương, Đái Quân Tuyển thỉnh đắc Bát Công chủ sản hạ song thai, lục mạch toàn vô, nha quan khẩn cấp, tứ chi nghịch lãnh. Tùy dụng nhân tham thang cập đồng tiện, bất năng hạ yết, tức thì bạo thoát. Cẩn thử khải văn. | ” |
| — Công chúa vẫn mệnh chẩn trì văn | |   |

Thượng tấu chiết của Dận Chỉ ngày 22 tháng 6 năm Khang Hi thứ 48 (1709):
| “                                           | 臣胤祉等谨奏: 为奏闻事. 窃本月二十一日夜亥时, 八公主产下双胞胎, 因甚虚弱, 不省人事. 在彼护理之大夫霍桂芳, 戴君选等未及用药, 一面往报在京值班之臣胤祺, 胤佑, 故皆未赶上, 即时薨. 今除臣胤祉, 胤 褀 等与礼部, 工部, 内务府总管等共同按例料理丧事外, 臣等叩请皇父, 公主妹业已如此, 圣躬甚属要紧, 务须精心养神. 此不但我等之福, 且又天下众人之福. 再者, 公主之事, 臣等尚未奏闻太后祖母, 俟皇父命下之日, 再行奏闻. 所有大夫等奏书, 谨并奏以闻. 臣胤祉, 胤 褀, 胤佑, 胤 祹, 胤祯. 朱批: 着奏闻皇太后. 近来朕体稍弱, 不甚强健. 公主乃已嫁之女, 为彼令朕做何事? 只是照常养身罢了. 至随朕来此之妃嫔等, 匿而不令闻之. . Thần Dận Chỉ đẳng cẩn tấu: Vi tấu văn sự. Thiết bản nguyệt nhị thập nhất nhật dạ hợi thì, Bát Công chủ sản hạ song bào thai, nhân thậm hư nhược, bất tỉnh nhân sự. Tại bỉ hộ lý chi đại phu Hoắc Quế Phương, Đái Quân Tuyển đẳng vị cập dụng dược, nhất diện vãng báo tại kinh trị ban chi thần dận kỳ, dận hữu, cố giai vị cản thượng, tức thì hoăng. Kim trừ thần Dận Chỉ, Dận Kì đẳng dữ Lễ bộ, Công bộ, Nội vụ phủ Tổng quản đẳng cộng đồng án lệ liêu lý tang sự ngoại, thần đẳng khấu thỉnh Hoàng phụ, Công chủ muội nghiệp dĩ như thử, thánh cung thậm chúc yếu khẩn, vụ tu tinh tâm dưỡng thần. Thử bất đãn ngã đẳng chi phúc, thả hựu thiên hạ chúng nhân chi phúc. Tái giả, Công chủ chi sự, thần đẳng thượng vị tấu văn Thái hậu tổ mẫu, sĩ Hoàng phụ mệnh hạ chi nhật, tái hành tấu văn. Sở hữu đại phu đẳng tấu thư, cẩn tịnh tấu dĩ văn. Thần Dận Chỉ, Dận Kì, Dận Hữu, Dận Đào, Dận Trinh. Chu phê: Trứ tấu văn Hoàng Thái hậu. Cận lai Trẫm thể sảo nhược, bất thậm cường kiện. Công chủ nãi dĩ giá chi nữ, vi bỉ lệnh trẫm tố hà sự? Chích thị chiếu thường dưỡng thân bãi liễu. Chí tùy trẫm lai thử chi phi tần đẳng, nặc nhi bất lệnh văn chi. | ” |
| — Đại Thanh Thánh Tổ Nhân Hoàng đế thực lục | |   |

Thẳng đến ngày 6 tháng 7, Khang Hi Đế nói với Dận Chỉ "Sự tình của Công chúa không cần lại che giấu", tin tức đã được che giấu hơn nửa tháng.

## Tế văn
- Hòa Thạc Ôn Khác Công chúa tế văn

| “ | 肃雍之德美载扁草, 淑慎之仪徽流史册. 承蒙作配冀茂锡以遐龄, 介趾方新乃遽推于弱岁. 惊闻讣问弥轸哀衷, 尔公主秀毓深宫, 祥徽天汉, 初龄失恃, 孝敬兼乎性成, 训旨无违, 端庄孚于内则. 洎乎下降在贵而能勤, 爰及宜家履丰而守约, 妇仪克茂柔嘉允叶乎. 珩璜懿范, 丕昭婉顺, 聿谐于闺阃, 不谓沉疴增笃, 逐致医药无功, 眷念良深, 追悼弥切. 于戏, 繐帷初设, 慨朝露之先零, 旧邸空留痛星辉之长闭, 庶备哀荣之礼, 用申祭醊之仪, 灵其有知, 尚克歆享. . Túc ung chi đức mỹ tái biển thảo, thục thận chi nghi huy lưu sử sách. Thừa mông tác phối ký mậu tích dĩ hà linh, giới chỉ phương tân nãi cự thôi vu nhược tuế. Kinh văn phó vấn di chẩn ai trung, nhĩ công chủ tú dục thâm cung, tường huy thiên hán, sơ linh thất thị, hiếu kính kiêm hồ tính thành, huấn chỉ vô vi, đoan trang phu vu nội tắc. Kịp hồ hạ hàng tại quý nhi năng cần, viên cập nghi gia lý phong nhi thủ ước, phụ nghi khắc mậu nhu gia duẫn diệp hồ. Hành Hoàng ý phạm, phi chiêu uyển thuận, duật hài vu khuê khổn, bất vị trầm a tăng đốc, trục trí y dược vô công, quyến niệm lương thâm, truy điệu di thiết. Vu hí, huệ duy sơ thiết, khái triêu lộ chi tiên linh, cựu để không lưu thống tinh huy chi trường bế, thứ bị ai vinh chi lễ, dụng thân tế chuyết chi nghi, linh kỳ hữu tri, thượng khắc hâm hưởng. | ” |

- Hòa Thạc Ôn Khác Công chúa linh tống vãng khẩu ngoại tế văn

| “ | 谊笃懿亲, 爰抒哀而赐恤. 仁由天性, 尤增礼以明恩. 尔公主质秉温良, 心存恭顺, 初而失恃, 朕亲加抚育之慈, 长则有家, 尔克遵义方之训, 德既勤而能俭, 誉自迩以及遐. 项者有事于归宁, 暂留京邸, 讵意骤婴. 夫疢疾竟返夜台, 兹以殡发. 言旋特命皇子往护, 辄藩封之域, 监道路之仪. 呜呼, 云辙渐遥, 痛芳徽之, 不复追思, 靡已念淑迹之犹存, 用设几筵再行奠醊, 灵如不昧, 尚克钦承. . Nghị đốc ý thân, viên trữ ai nhi tứ tuất. Nhân do thiên tính, vưu tăng lễ dĩ minh ân. Nhĩ Công chủ chất bỉnh ôn lương, tâm tồn cung thuận, sơ nhi thất thị, Trẫm thân gia phủ dục chi từ, trường tắc hữu gia, nhĩ khắc tuân nghĩa phương chi huấn, đức ký cần nhi năng kiệm, dự tự nhĩ dĩ cập hà. Hạng giả hữu sự vu quy ninh, tạm lưu kinh để, cự ý sậu anh. Phu sấn tật cánh phản dạ thai, tư dĩ tấn phát. Ngôn toàn đặc mệnh Hoàng tử vãng hộ, triếp phiên phong chi vực, giam đạo lộ chi nghi. Ô hô, vân triệt tiệm diêu, thống phương huy chi, bất phục truy tư, mỹ dĩ niệm thục tích chi do tồn, dụng thiết kỷ diên tái hành điện chuyết, linh như bất muội, thượng khắc khâm thừa. | ” |

- Hòa Thạc Ôn Khác Công chúa bi văn

| “ | 国家谊笃, 夫懿亲没, 存间恩隆乎, 淑德典礼有加. 尔和硕温恪公主, 秀毓深宫, 祥徽天汉, 初龄失恃, 诚孝秉乎性成, 严训亲承, 端庄孚于内则. 下嫁而肃雍, 着美藩国, 仰其德音, 宜家而恭顺自持, 姻戚钦其令范, 方期茂 噟 乎介福, 何遽催折于芳年, 深切悼怀, 弥隆宠锡, 更鉴额驸 龥 请之哀诚, 益年公主生平之贤淑, 特彰异数, 哀表鸿文. 呜呼! 惠质柔嘉, 名式垂于彤管, 殊荣优渥, 光复被于泉台, 昭示来兹, 不亦休欤. . Quốc gia nghị đốc, phu ý thân một, tồn gian ân long hồ, thục đức điển lễ hữu gia. Nhĩ Hòa Thạc Ôn Khác Công chủ, tú dục thâm cung, tường huy thiên hán, sơ linh thất thị, thành hiếu bỉnh hồ tính thành, nghiêm huấn thân thừa, đoan trang phu vu nội tắc. Hạ giá nhi túc ung, trứ mỹ phiên quốc, ngưỡng kỳ đức âm, nghi gia nhi cung thuận tự trì, nhân thích khâm kỳ lệnh phạm, phương kỳ mậu ưng hồ giới phúc, hà cự thôi chiết vu phương niên, thâm thiết điệu Hoài, di long sủng tích, canh giám ngạch phụ dụ thỉnh chi ai thành, ích niên Công chủ sinh bình chi hiền thục, đặc chương dị sổ, ai biểu hồng văn. Ô hô! Huệ chất nhu gia, danh thức thùy vu đồng quản, thù vinh ưu ác, quang phục bị vu tuyền thai, chiêu kỳ lai tư, bất diệc hưu dư. | ” |

- Khoáng chí văn

Ông Ngưu Đặc bộ Đa La Đỗ Lăng Quận vương Thương Tân sở thượng Hòa Thạc Ôn Khác Công chúa khoáng chí văn: 
| “ | 和硕温恪公主, 朕之女也. 生于康熙二十六年十一月二十七日丑时, 薨于康熙四十九年六月二十日亥时, 年二十三, 卜以某年某月某日窆于山. 呜呼, 惟尔秀毓深宫, 祥徽天汉, 幼龄失恃, 诚孝秉乎性成, 训旨亲承, 端庄孚于内则. 心既存乎恭顺, 处贵持谦, 德更合于柔嘉, 履丰守俭, 方期茂 噟 乎介福, 何遽催折于芳年, 眷念良深, 悼怀弥切, 爰稽古制, 窀穸有文, 勒诸贞珉, 用志生死之年月, 惟灵其永安于是焉. . Hòa Thạc Ôn Khác Công chủ, trẫm chi nữ dã. Sinh vu Khang Hi nhị thập lục niên thập nhất nguyệt nhị thập thất nhật sửu thì, hoăng vu Khang Hi tứ thập cửu niên lục nguyệt nhị thập nhật hợi thì, niên nhị thập tam, bặc dĩ mỗ niên mỗ nguyệt mỗ nhật biếm vu sơn. Ô hô, duy nhĩ tú dục thâm cung, tường huy thiên hán, ấu linh thất thị, thành hiếu bỉnh hồ tính thành, huấn chỉ thân thừa, đoan trang phu vu nội tắc. Tâm ký tồn hồ cung thuận, xử quý trì khiêm, đức canh hợp vu nhu gia, lý phong thủ kiệm, phương kỳ mậu ưng hồ giới phúc, hà cự thôi chiết vu phương niên, quyến niệm lương thâm, điệu Hoài di thiết, viên kê cổ chế, truân tịch hữu văn, lặc chư trinh mân, dụng chí sinh tử chi niên nguyệt, duy linh kỳ vĩnh an vu thị yên. | ” |

## Mộ địa
Vì quan hệ "Mãn-Mông một nhà", rất nhiều Công chúa Hoàng nữ đều phải viễn giá Mạc Bắc. Hiện tượng này từ khi mới thành lập nhà Thanh đã xuất hiện rất phổ biến. Nhìn một chút về quy túc của các Công chúa nhà Thanh, có thể thấy được từ triều Khang Hi trở về trước, đại đa số đều kiến lăng ở Mạc Bắc, như là Thục Tuệ Trưởng Công chúa, Ôn Khác Công chúa, Đoan Tĩnh Công chúa, Vinh Hiến Công chúa. Nhưng là, theo Mãn tộc Mông Cổ tộc tông tộc chậm rãi Hán hoá, không chỉ Công chúa nhà Thanh mà ngay cả Ngoại phiên Mông Cổ Vương công quý tộc, phần lớn đều lưu luyến Bắc Kinh náo nhiệt, không hề trở về bắc địa cư trú, mà ở tại Bắc Kinh kiến phủ doanh mộ. Đại khái đến triều Càn Long, có thể thấy rất nhiều viêm tẩm của Ngạch phò, Công chúa ở ngoại ô Kinh Thành. Thẳng đến thời Dân Quốc, một số Mông Cổ Vương công không thể tiếp tục sống ở Kinh thành được nữa, mới trở lại thảo nguyên Mạc Bắc của tổ tiên, trở lại cuộc sống tiêu dao tự tại. Không may, vô luận là ở Mạc Bắc hay Kinh thành, viên tẩm của các đời Công chúa nhà Thanh hầu như đều không còn nguyên vẹn, chỉ có thể tìm được một ít vết tích sót lại.
Hòa Thạc Ôn Khác Công chúa rất được Khang Hi Đế sủng ái, sau khi mất được đích thân Khang Hi Đế triện khắc bi văn. Mộ của Công chúa nằm ở phía bắc Xích Phong của Ông Ngưu Đặc bộ, ban đầu là Phủ Công chúa, sau khi Công chúa mất thì sửa lại thành viên tẩm. Từ phía nam đến phía bắc, lăng Ôn Khác Công chúa theo thứ tự xây dựng những cây cầu bằng đá cẩm thạch và đá xanh, đình dựng bia, hoa biểu được chạm trỗ hoa văn ý nghĩa tốt lành, cùng với gian giữa và hưởng điện, dưới mặt đất là một cung điện hình vòm. Thạch bi được khắc đồ án Tuyên long hí châu và 4 chữ "Trinh tiết lưu phương", phía dưới dùng Mãn, Mông, Hán ba loại văn tự thuật lại cuộc đời của Công chúa. Tiền điện đường bày biện những vật dụng Công chúa dùng lúc sinh thời như long sàng, bình phong, cũng như các đồ vật trong Nghi trượng như cờ, la, ô, quạt và kiệu. Trong điện treo bức "Thục thận nhĩ nghi", ban đầu chính là tấm biển ở Phủ Công chúa do chính tay Khang Hi Đế ngự đề. Lúc ấy, Phủ Công chúa còn có một cặp câu đối Hán văn:
| “ | 三星共照驸马府, 五福降临玉叶门. . Tam tinh cộng chiếu phò mã phủ, Ngũ phúc hàng lâm ngọc diệp môn. | ” |

## Ngạch phò

### Cuộc sống
Tổ mẫu của Đa La Đỗ Lăng Quận vương Thương Tân là con gái thứ tư của Anh Thân vương A Tế Cách. Bát Nhĩ Tế Cát Đặc thị sinh hoạt tại Tùng Sơn thuộc thành phố Xích Phong, Mông Cổ. Thời kỳ Hoàng Thái Cực nhập quan, với tư cách là Mạc Nam Mông Cổ đã đưa đến rất nhiều trợ lực cho quân Thanh, đặc biệt là trên mặt quân sự. Sau vì trấn an biên cương, Thanh triều áp dụng chính sách dụ dỗ, tại trường thành phái Bắc thiết lập hơn 40 nhà Phiên vương kiềm chế lẫn nhau, bảo vệ quốc gia yên ổn.
Trong hơn 40 nhà Phiên Vương, Ông Ngưu Đặc bộ hữu dực kỳ có thực lực tương đối mạnh, có phần nhận ân sủng. Năm Khang Hy thứ 45 (1706), gả Hòa Thạc Ôn Khác Công Chúa cho Mông Cổ Ông Ngưu Đặc bộ Đỗ Lăng Quận vương Thương Tân. Năm thứ 48 (1709), vì khó sinh một cặp song sinh nữ mà Công chúa hoăng thệ khi gần 23 tuổi.
Năm Khang Hi thứ 55 (1716), sau khi Ôn Khác Công Chúa qua đời được 7 năm, tháng 9, Ngạch phò tục huyền với Quận chúa Ái Tân Giác La thị - con gái thứ sáu của Dụ Hiến Thân vương Phúc Toàn.
Năm Ung Chính thứ 5 (1727), Thương Tân bị tước đi tư cách Quận vương, Ngạch phò. Năm thứ 10 (1732), Thương Tân mất.
Trong lịch sử Thanh triều có 2 vị Ngạch phò đã từng đổi tên. Một vị là Thương Tân, một vị khác là Ân Sùng, Ngạch phò của Thọ Tang Hòa Thạc Công chúa. Ân Sùng sơ danh là Tư Thuần (思醇), ông sở dĩ phải cải danh vì kỵ huý tên của Hoàng đế sau khi Đồng Trị Đế Tải Thuần lên lên ngôi. Mà nguyên nhân Thương Tân cải danh có lẽ phần lớn là ân sủng của Khang Hi Đế. Trong các triều đại phong kiến, đặc biệt là nhà Thanh, được Hoàng đế ban tên là một việc vô cùng trọng đại đối với thần tử, đại biểu cho ban ân lớn lao cùng với vinh sủng của Hoàng đế. Lấy một ví dụ mà nói, trong triều Càn Long, Càn Long Đế đã ban tên "Phúc Khang An" cho con trai thứ ba của Phó Hằng, cũng bởi vì Hoàng Đế ban tên cho mà 2 người anh của Phúc Khang An đều đều đổi từ chữ "Phó" sang chữ "Phúc".

### Ông Ngưu Đặc bộ
Ông Ngưu Đặc bộ là một bộ lạc Mông Cổ, cách Kinh sư 760 dặm, thuộc về liên minh Chiêu Ô Đạt. Lúc đó, trong 6 liên minh của Mạc Nam Mông Cổ (liên minh Triết Lý Mộc, Chiêu Ô Đạt, Trát Tát Đồ, Tích Lâm Quách Lặc, Ố Lan Sát Bố, Y Khắc Chiêu), ngoại trừ liên minh Triết Lý Mộc, Chiêu Ô Đạt là liên minh có mối quan hệ thân cận nhất với triều đình nhà Thanh, từ việc hạ giá của Công chúa có thể thấy rõ ràng. Chiêu Ô Đạt các bộ trong thời kì thống trị của nhà Thanh đã cưới tổng cộng 8 vị Công chúa, phân biệt là: Cáp Đạt Công chúa Mãng Cổ Tế, Cố Luân Ngao Hán Công chúa, Cố Luân Thục Tuệ Trưởng Công chúa, Cố Luân Đoan Hiến Trưởng Công chúa, Cố Luân Vinh Hiến Công chúa, Hòa Thạc Ôn Khác Công chúa, Hòa Thạc Hòa Uyển Công chúa, Cố Luân Thọ An Công chúa.
Trước khi Ôn Khác Công chúa gả đến Ông Ngưu Đặc bộ, trong Chiêu Ô Đạt minh, chủ yếu là ba bộ lạc Ba Lâm, Ngao Hán, Trát Lỗ Đặc trước sau liên hôn với Hoàng gia, có bộ lạc thậm chí cưới 2 vị Công chúa. Có lẽ vì duyên cớ này, Khang Hi Đế cố ý cân bằng quan hệ giữa các bộ trong Chiêu Ô Đạt minh, mới quyết định gả Ôn Khác Công chúa đến Ông Ngưu Đặc bộ.